# Bohdaniwka (rejon czernihiwski)
Bohdaniwka (ukr. Богданівка) – wieś na Ukrainie w obwodzie zaporoskim, siedziba władz rejonu czernihiwskiego.
Miejscowość założona w 1835.